# Центральная библиотека Манчестера
Центральная библиотека Манчестера — штаб-квартира городской библиотеки и информационной службы в Манчестере, Великобритания.
Заведение является штаб-квартирой всех библиотек и информационных служб Манчестера. В ее состав входят около 22 библиотек.
Здание библиотеки выходит на площадь Святого Петра и было спроектировано Э. Винсентом Харрисом и построено между 1930 и 1934 годами.

Форма здания — портик с колоннами, прикрепленный к куполообразной конструкции ротонды, — в некоторой степени архитектура заимствована из римского Пантеона. На его открытии один критик написал: 
«Это то, что убеждает человека поверить в вечную применимость классического канона». 
Здание библиотеки внесено в список II * степени. Четырехлетний проект по ремонту и модернизации библиотеки начался в 2010 году.
Центральная библиотека вновь открылась 22 марта 2014 года.

## История

### Ранний период
После принятия Закона о публичных библиотеках 1850 года Манчестер был первым местным органом власти, который предоставил общественную библиотеку и справочную библиотеку для широкого пользования. Свободная библиотека Манчестера открылась в Кэмпфилде в сентябре 1852 года на церемонии, на которой присутствовал Чарльз Диккенс . Когда в 1877 году помещения Кэмпфилда были объявлены небезопасными, библиотека была перенесена в старую ратушу на Кинг-стрит. Библиотека снова переехала к тому, что теперь называется Piccadilly Gardens, к бывшему амбулаторному крылу Манчестера Королевского лазарета и старому зданию YMCA в 1912 году
В 1926 году городской совет объявил конкурс на разработку пристройки к ратуше и центральной библиотеке. Э. Винсент Харрис был выбран для проектирования обоих зданий. Его круговой дизайн библиотеки, напоминающий Пантеон в Риме вдохновлялся библиотеками США. Первый камень в фундамент библиотеки был заложен 6 мая 1930 года премьер-министром Рамсеем Макдональдом. Библиотека была официально открыта королем Георгом V 17 июля 1934 года после того, как он заложил первый камень в фундамент пристройки ратуши .

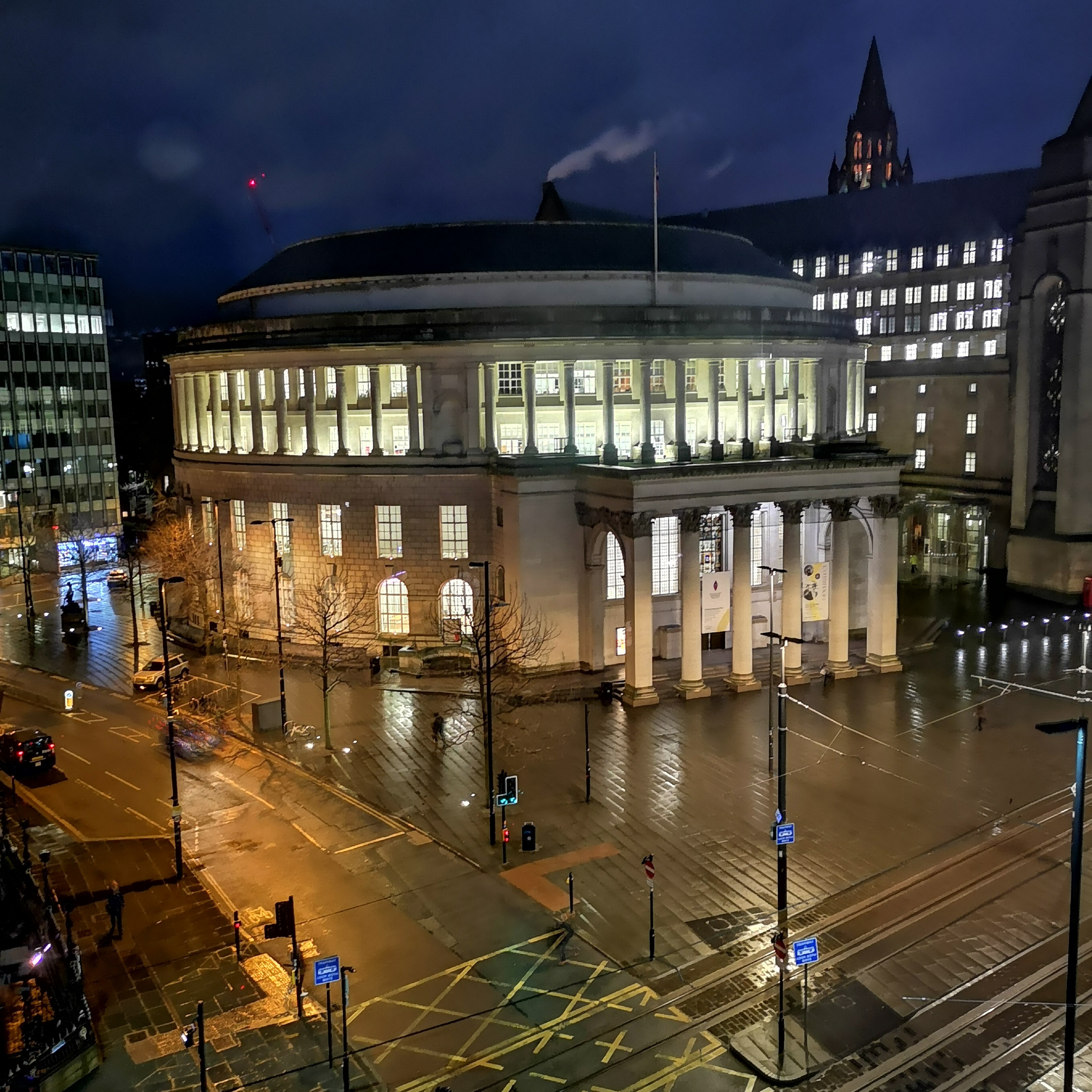
Центральная библиотека Манчестера ночью

В 1934 году коллекция для слепых из Динсгейта и Коммерческая библиотека из Королевской биржи были перемещены в библиотеку. Китайская библиотечная служба была создана в 1968 году.

### Открытие
Центральная библиотека открылась в 1934 году с большой помпой. Певец и автор песен Эван МакКолл вспоминал об открытии: "Новая Центральная библиотека, которая заменила курятник, представляла собой внушительное круглое сооружение с огромным читальным залом, небольшим театром и помещениями, где серьезные студенты могли без перерыва проводить свои исследования. Портик великолепного здания быстро стал популярным местом встреч, а фраза «Встретимся в рефрижераторе» стала привычной фразой на устах студентов, влюбленных и безработной молодежи. Я был там в день открытия и каждый день после; Библиотека сыграла важную роль в моей жизни, потому что там у меня появилось много друзей "
Библиотека была объявлена открытой королем Георгом V 17 июля 1934 года Георг V заявил толпе: "В великолепном здании, которое я собираюсь открыть, крупнейшей библиотеке в стране, предоставленной местными властями, Корпорация предоставила жителям города великолепные возможности для дальнейшего образования и приятных занятий, досуга ".
Сотрудник библиотеки, присутствовавший в день открытия, сказал: «Когда он строился, публика была очень заинтригована его окончательным внешним видом — они привыкли к прямоугольным зданиям, а форма балок не имела большого смысла. Я помню, как семьи приходили первыми, чтобы „пялиться“. . . Под портиком стало излюбленным местом свиданий. В общем, форма здания была его лучшей рекламой, и никогда не было необходимости размещать на внешней стороне надпись „Публичная библиотека“»

### Ремонт
В 2008 году появились сообщения о том, что Центральная библиотека нуждается в существенном ремонте для модернизации своих помещений. Библиотека столкнулась с проблемами асбеста и нуждалась в доработке для поддержания ее «структурной целостности». Центральная библиотека закрыта с 2010 по 2014 год на реконструкцию и расширение. Во время закрытия его коллекции хранились в соляной шахте Уинсфорд; некоторые книги в стопке вошли в коллекцию в архиве округа Большой Манчестер . Некоторые из его услуг были доступны во временном месте поблизости. Во время ремонта на Динсгейте была создана временная общественная библиотека в центре города. Центральная библиотека вновь открылась 22 марта 2014 года после перепланировки в 40 миллионов фунтов стерлингов. Проект, реализованный Laing O’Rourke, выиграл Высшую награду Construction News Judges в июне 2015 года. Это было описано как почти невероятно сложный проект, завершенный в срок и в рамках бюджета.
План помещения теперь совсем другой. То, что раньше было театром в подвале, теперь является частью библиотеки. Была пробита стена, и между библиотекой и ратушей Манчестера образовалось внутреннее соединение. Театральная труппа библиотеки переедет в свой новый театр в HOME (Манчестер) в мае 2015 года.

## Архитектура

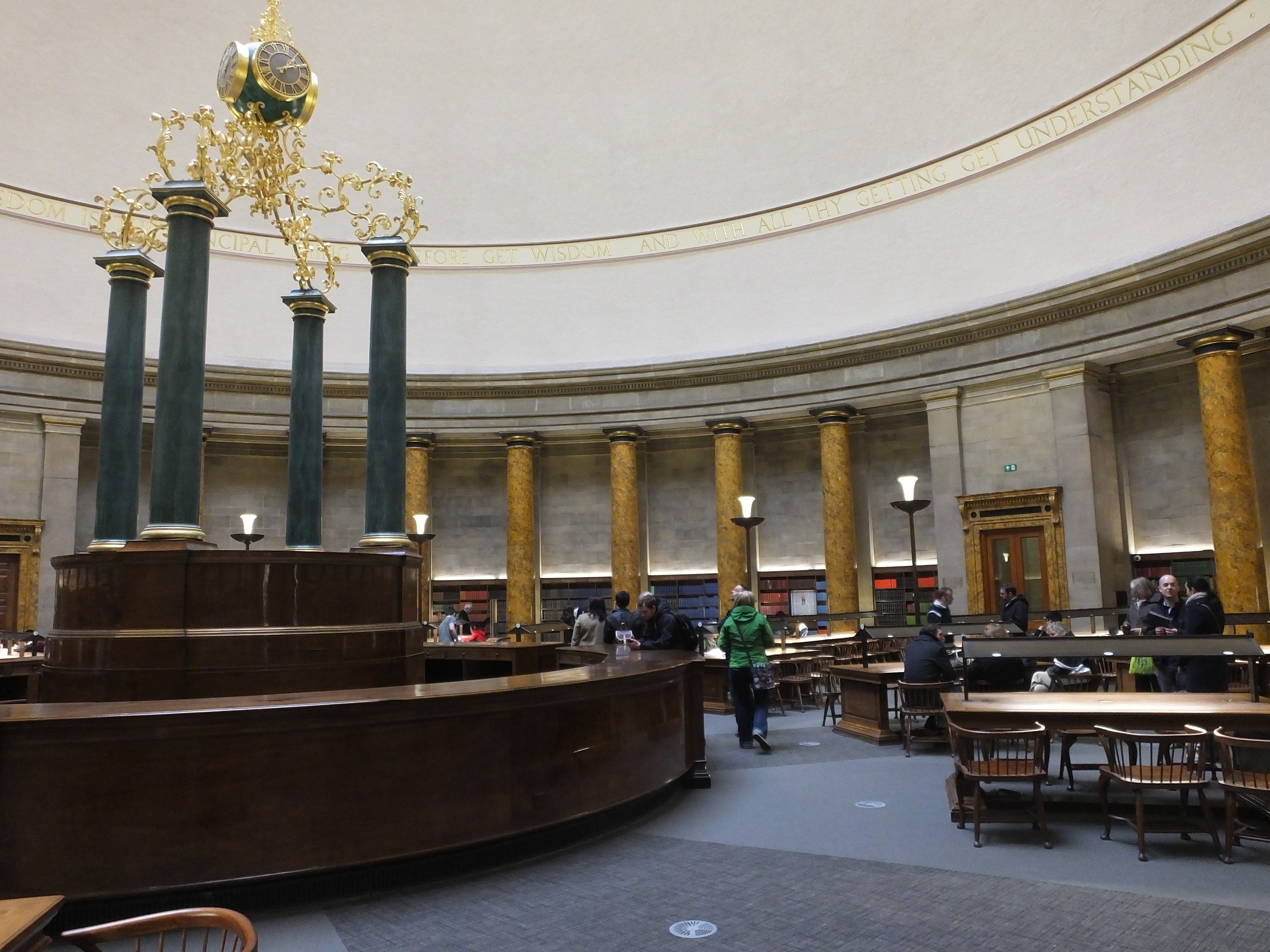
Центральный читальный зал Вольфсона в 2014 году.

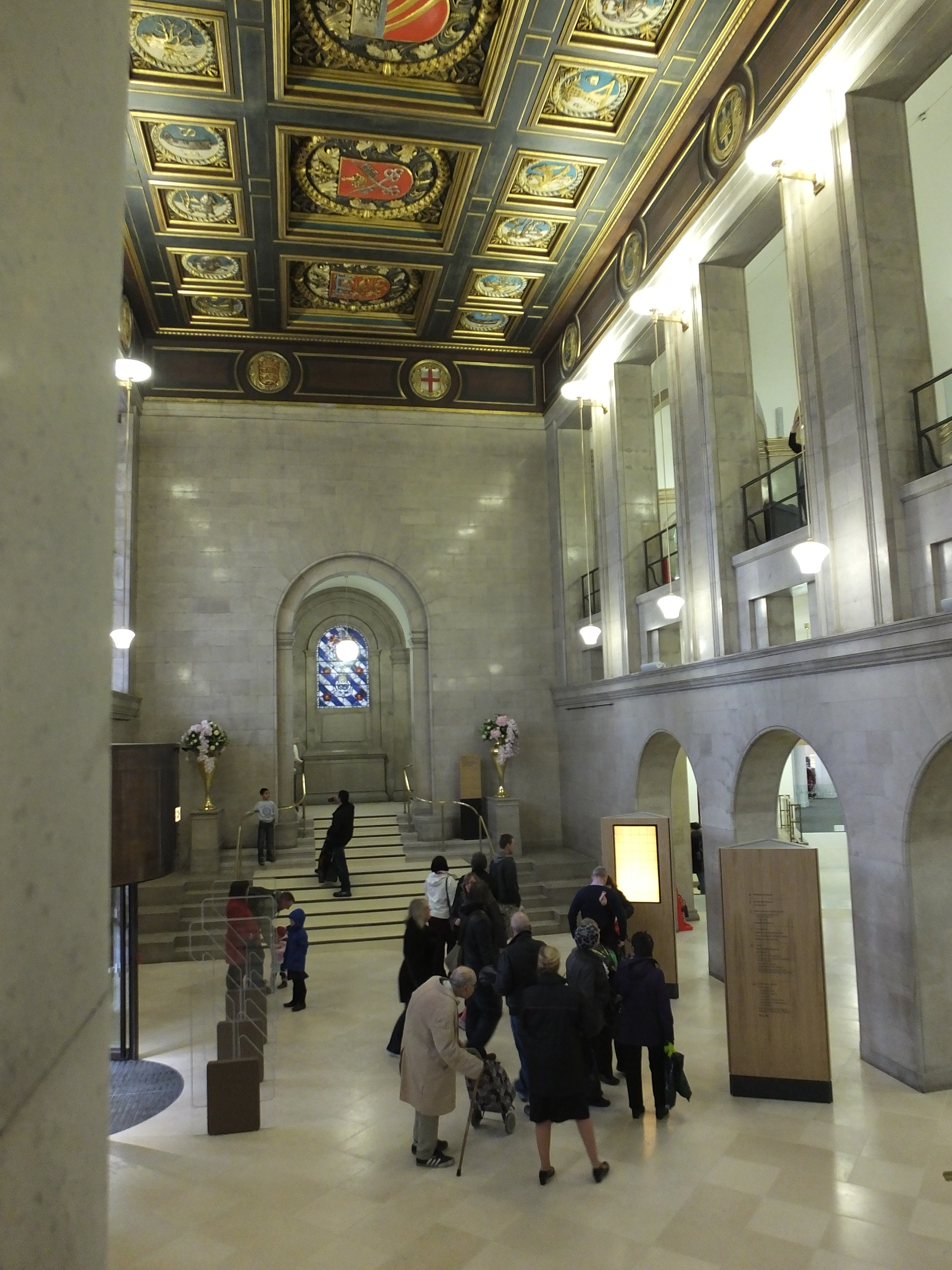
Вход в Шекспировский зал в 2014 году.

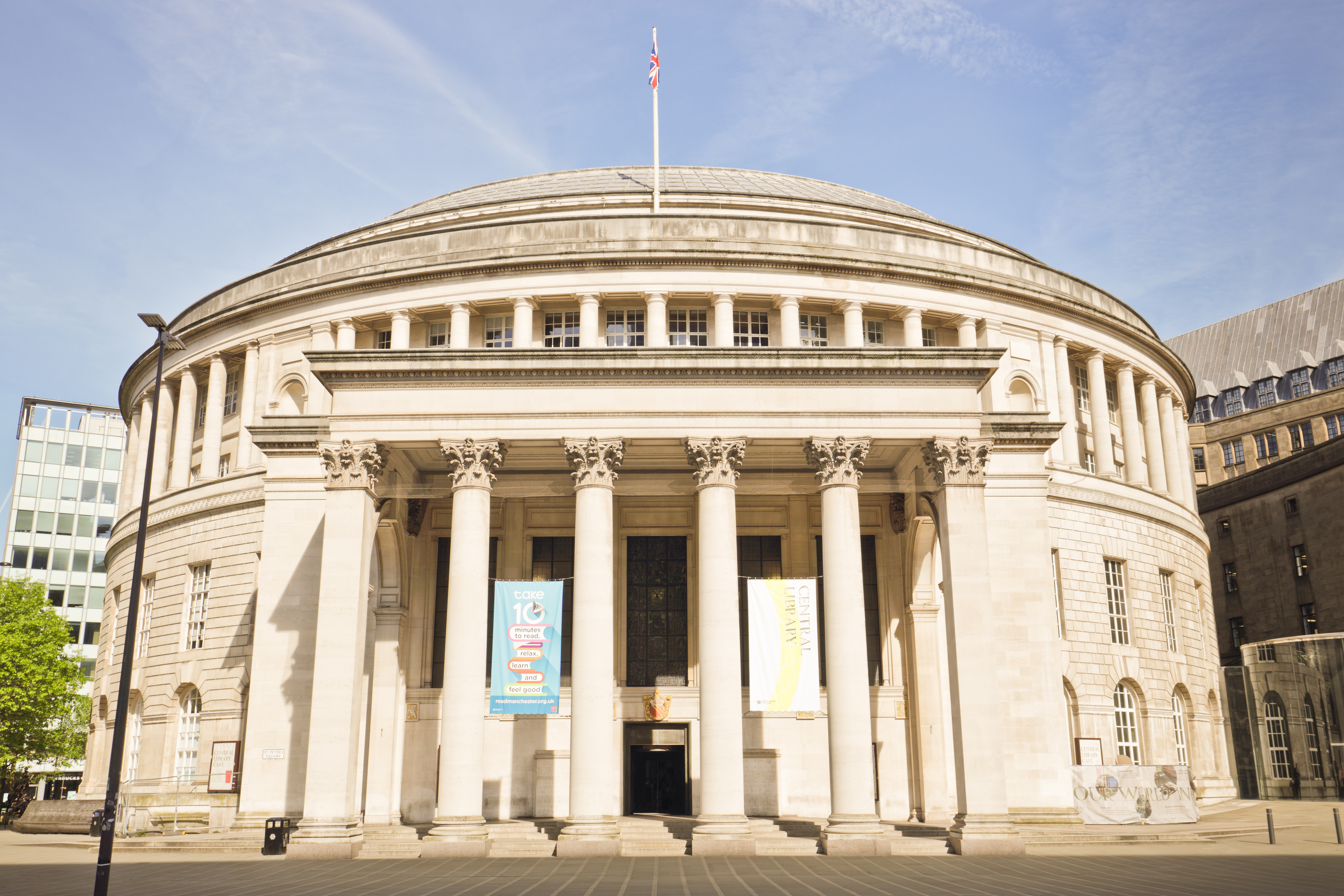
Внешний вид библиотеки

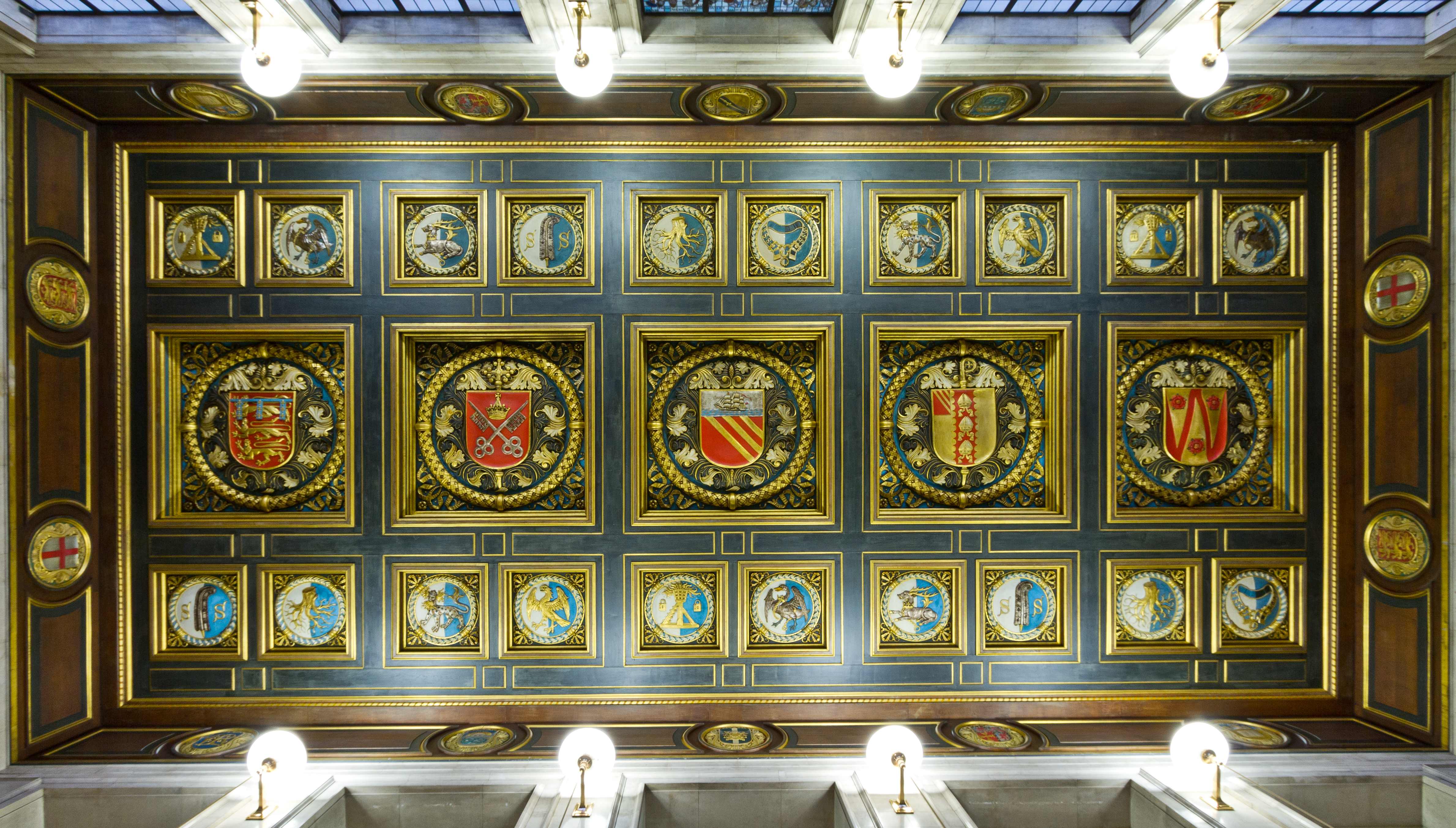
Потолок в подъезде

Созданная архитектором Винсентом Харрисом, поразительная форма ротонды библиотеки была вдохновлена Пантеоном в Риме. Как и ротонда II века, библиотека представляет собой круглое здание, перед которым стоит большой двухэтажный портик, который образует главный вход на площадь Святого Петра и окружен пятью проливами коринфских колонн . Вокруг второго и третьего этажей находится тосканская колоннада, увенчанная полосой из чистого портлендского камня .
Скатная свинцовая крыша с уровня улицы кажется куполом, но это только окружающая крыша. Купол, который можно увидеть изнутри Большого зала, находится под этой крышей и не виден с земли.
На первом этаже находится Большой зал, большой читальный зал с куполом. На этом этаже можно увидеть большую часть оригинальной мебели, спроектированной архитектором. По краю купола надпись из Книги Притчей Ветхого Завета :
Wisdom is the principal thing; therefore get wisdom, and with all thy getting get understanding. Exalt her and she shall promote thee; she shall bring thee to honour when thou dost embrace her, she shall give of thine head an ornament of grace, a crown of glory she shall deliver to thee.
 Proverbs 4:7
До реконструкции купол имел акустические проблемы — заметное эхо, которое многократно повторялись при любых коротких звуках в помещении. Добавление звукопоглощающего материала уменьшило этот эффект.
Зал Шекспира — это богато украшенный зал с большими витражами и местной геральдикой. Центральное окно было спроектировано Робертом Эннингом Беллом и изображает Уильяма Шекспира и сцены из его пьес. Два боковых окна, спроектированные Джорджем Крюгером Греем, изображают гербы города Манчестера, Манчестерского университета, а также графства и герцогства Ланкастер. Окна были памятным подарком библиотеке Розой Э. Гриндон (1848—1923), вдовой манчестерского ботаника Лео Гриндона.
Потолок украшен гербами и гербами герцогства Ланкастер, Йоркского, Манчестерского, Манчестерского и Совета графства Ланкашир . Стены Шекспировского зала покрыты камнем Hopton Wood, добытым в Дербишире . На стенах гербы Манчестерской гимназии, Манчестерского университета, Манчестерского полка, Хамфри Четема, смотрителей городка, Англии, Сент-Джорджа, святой Марии (покровительницы Манчестера), а над мемориальным окном — Шекспир.
На левой площадке находится статуя из белого мрамора «Читающая девушка „ итальянского скульптора Джованни Чинизелли. Его купил промышленник и промоутер Манчестерского судоходного канала Дэниел Адамсон. Статуя была подарена библиотеке его внуками, семьей Паркинов, в 1938 году

## Коллекции

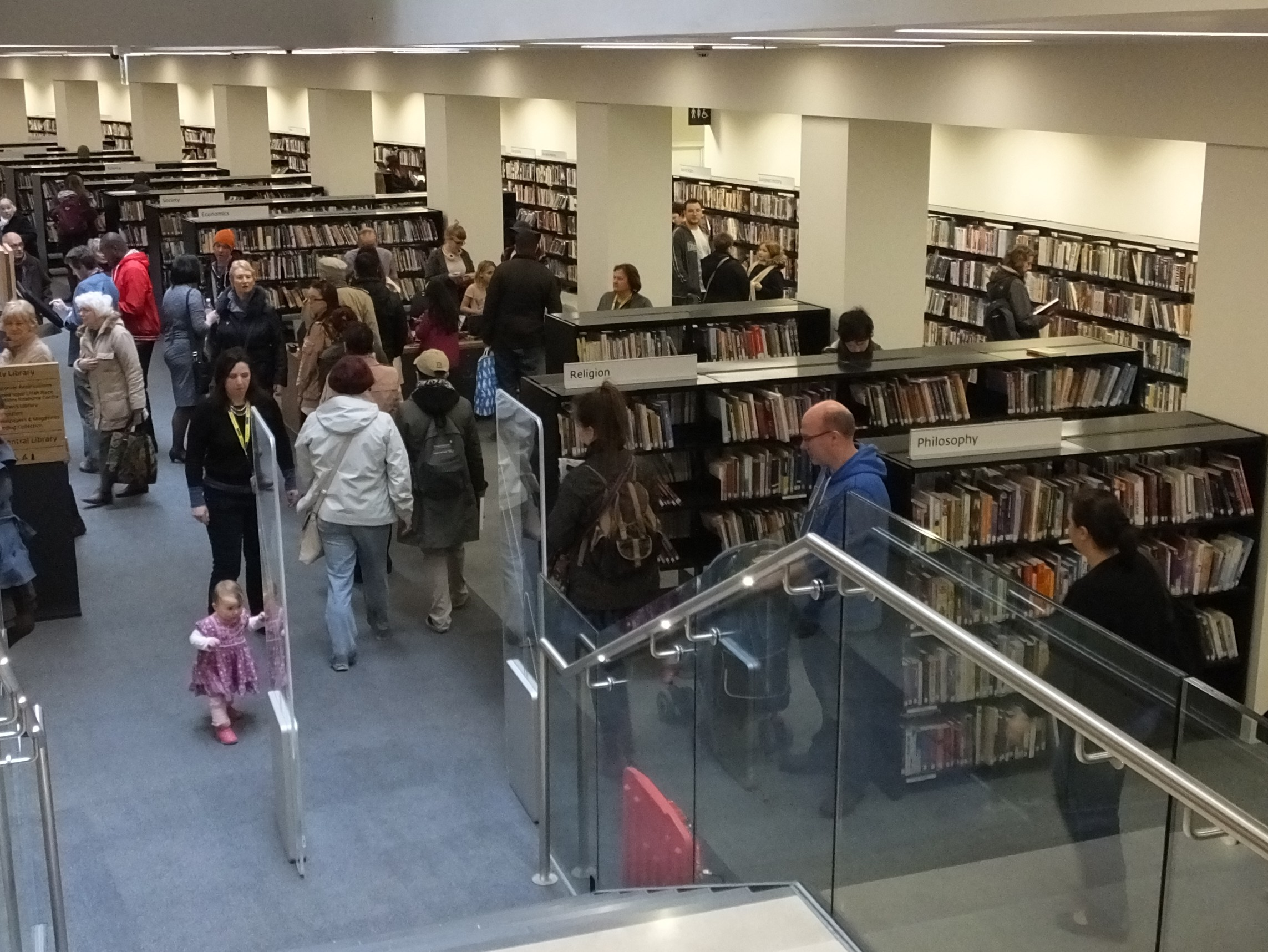
Новая кредитная библиотека в 2014 году.

Это вторая по величине публичная библиотека в Великобритании после Бирмингемской библиотеки.
Под Большим залом находились четыре этажа стальных книжных стеллажей, обеспечивающих 35 миль стеллажей, на которых поместился миллион книг. Эти четыре этажа были доступны только для сотрудников и служат средой для защиты старинных и хрупких книг. Четвертый уровень, архивный блок, находился в подвале здания. Два нижних этажа занимает библиотечный театр.
В 2011 году, когда библиотека закрылась на реконструкцию, в ней насчитывалось 3600 конструкций, поддерживающих примерно 45 000 полок; эти колонны уходили корнями в скалу из песчаника и поддерживали железобетонный пол Большого зала. Расположенные встык, эти полки покрыли бы более 35 миль (56 км) . Общая площадь этажа составляла около 7000 м2. После изменений 2010—2014 годов многие из бывших стопочных книг (за исключением редких, ценных или хрупких книг) оказались на общественных полках.
Фонды библиотеки включают более 30 инкунабул (книг, изданных до 1500 года), а также множество первых и ранних изданий основных произведений. В специальные коллекции входят:
- Коллекция Гаскелл — произведения Элизабет Гаскелл, одного из самых важных писателей, живших и работавших в городе.
- Театральная коллекция (Theater Collection)- запись истории театра в Манчестере
- Newman Цветочная коллекция рукописей Генделя- работы Георга Фридриха Генделя, а также объекты итальянской музыки с начала XVIII века, в том числе Манчестерских скрипичных сонат по Антонио Вивальди (ранее нераскрытые скрипичных сонат автографом композитора) и концертные тетради Времен года (Вивальди).[4]

## Библиотечный театр
Библиотечный театр занимал большую часть подвала Центральной библиотеки Манчестера и был домом для Библиотечной театральной труппы, службы городского совета Манчестера. Он был построен в 1934 году как лекционный зал, а с 1952 года использовался Театральной труппой библиотеки. После перестройки 2011—2014 годов его территория стала частью библиотеки. Новый театр открылся на Первой улице в партнерстве с Cornerhouse, Манчестер, в 2015 году.

## Известные читатели библиотеки
Дирижер сэр Джон Барбиролли был постоянным пользователем Музыкальной библиотеки.
Юэн МакКолл, народный певец и драматург, получил образование в библиотеке.
Энтони Берджесс, автор романа “Заводной апельсин», был постоянным посетителем библиотеки в школьные годы. В томе своей автобиографии Маленький Уилсон и Большой Бог (1987) он рассказал о своем посещении индексной системы, затем во временном жилье на Пикадилли, Манчестер, где он встретил пожилую женщину, которая отвела его в свою квартиру в Ардвике, где она соблазнила его (стр. 121, 1988 Издание пингвина.)
Моррисси учился в библиотеке на экзаменах A Level.

## Статистика
В 1968 году было зарегистрировано, что изданий для взрослых — 895 000, контрольных акций для взрослых — 638 200, для детей — 114 600, то есть в общей сложности почти одна и две трети миллиона томов. Было около 2 000 мест для чтения, и, по оценкам, ежедневно библиотеку посещали 10 000 человек. Были подписаны на 3000 периодических изданий.

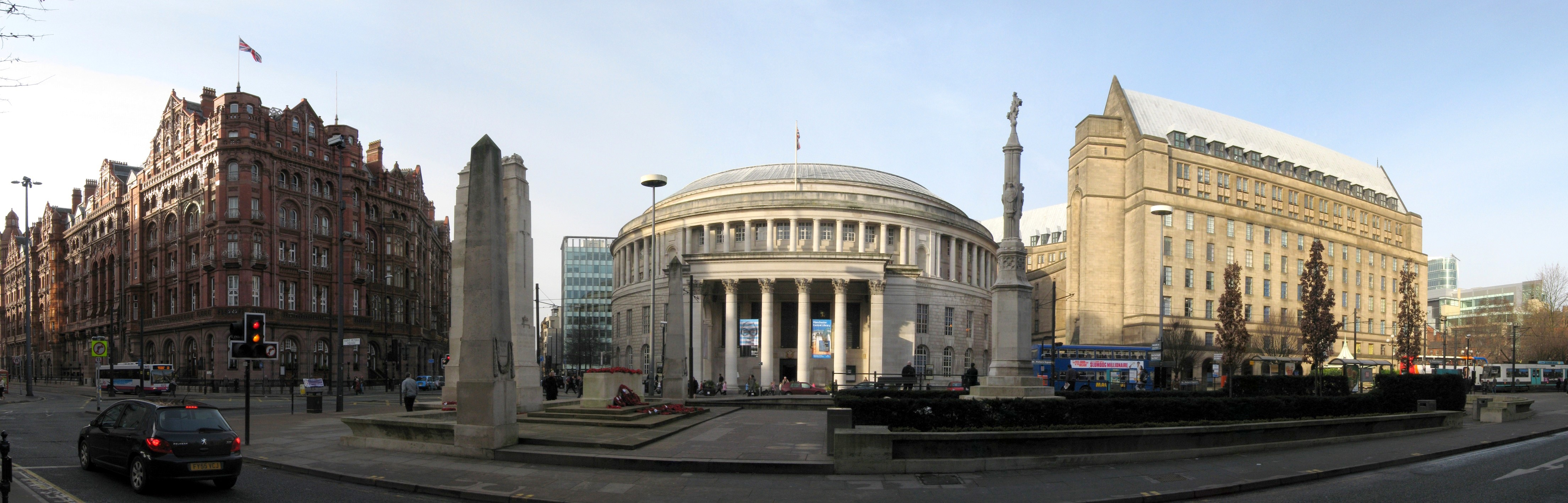
Панорамный вид на площадь Святого Петра. Слева направо: отель Midland, центральная библиотека Манчестера (до текущих изменений) и пристройка ратуши Манчестера.